# カナダ放送協会
カナダ放送協会（カナダほうそうきょうかい、英語：Canadian Broadcasting Corporation、略称：CBC、フランス語：la Société Radio-Canada）は、カナダの公共放送局。テレビ・ラジオを一括で運営し、全国公共放送網を形成している。1991年制定の放送法（Broadcast Act）に基づく、カナダの国営企業である。コーポレート・ブランドは「CBC/Radio-Canada」である。
公共放送ではあるが、広告放送が認められており受信料制度は無い。財源は政府からの補助金が7割、広告収入が3割である。

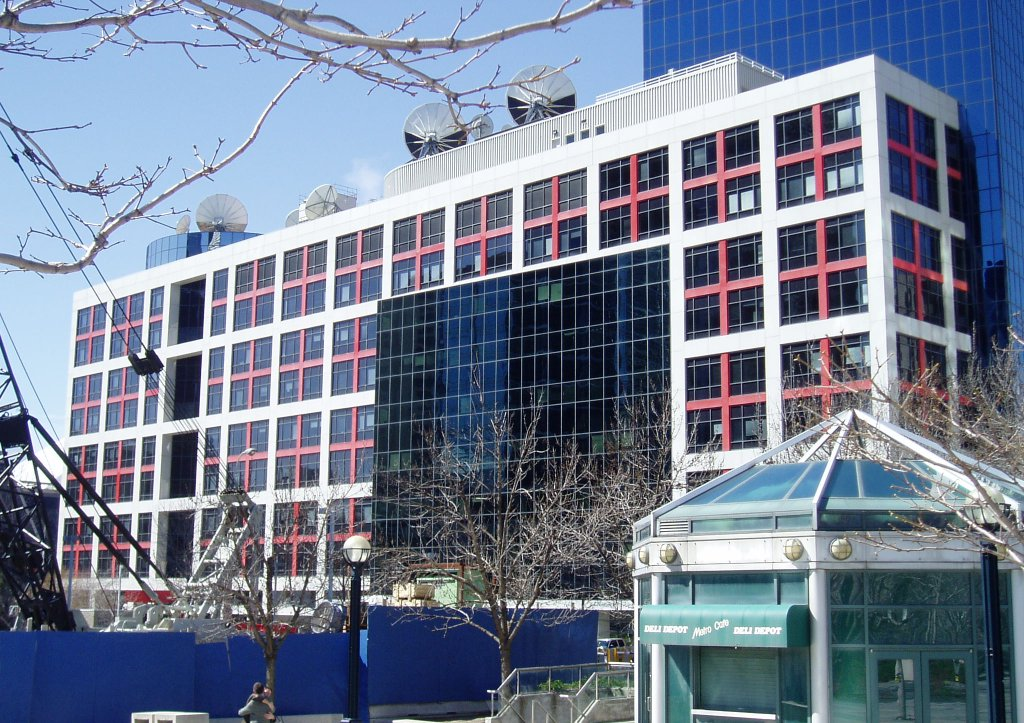
トロントのCBC放送センター（英語のキー局）

## 沿革

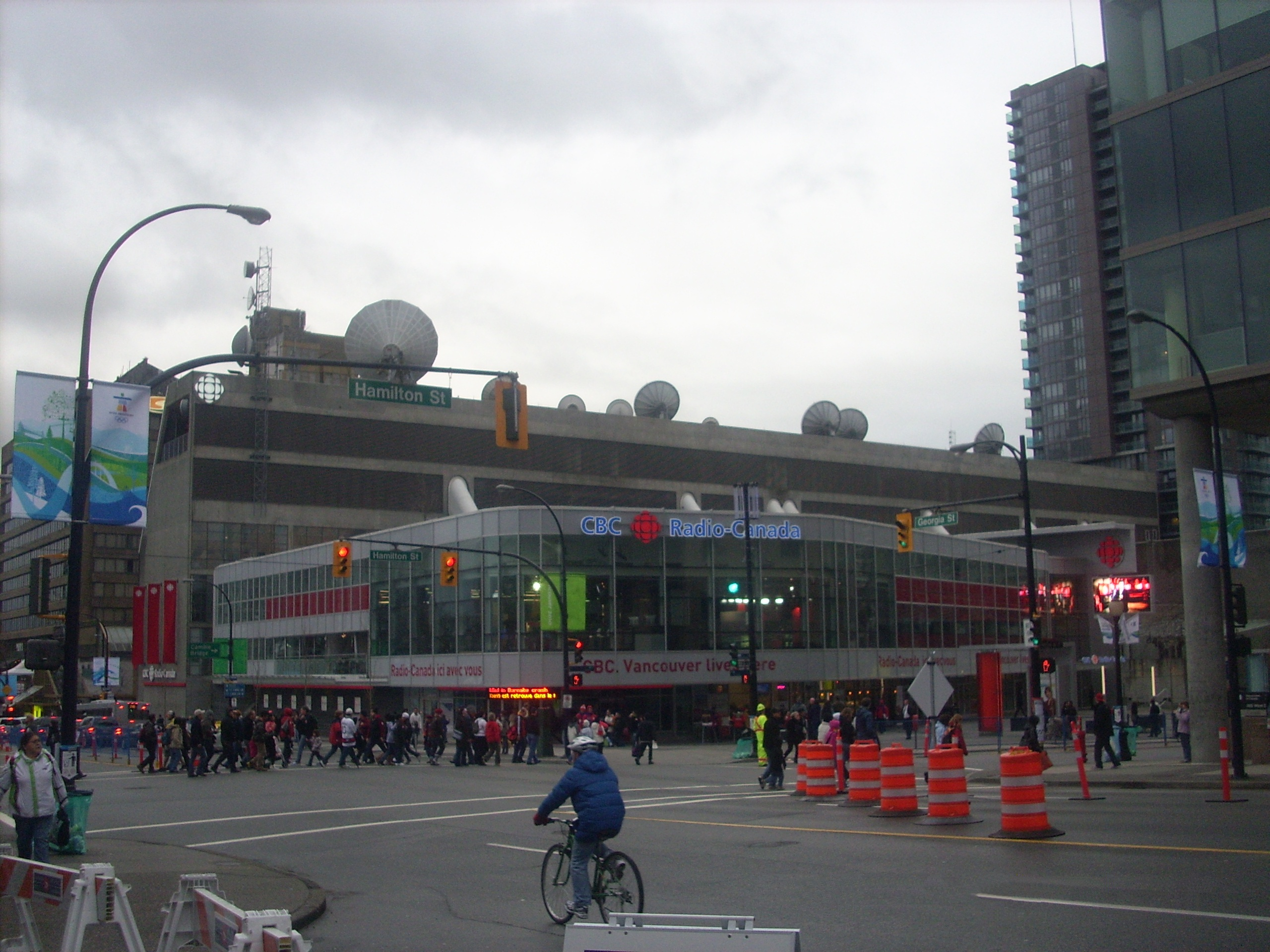
バンクーバーのCBC放送センター

- 1923年 カナディアン・ナショナル鉄道（CNR）が乗客サービスとしてCNRラジオ局を開局。
- 1929年 王立ラジオ放送委員会（Aird Commission）が公共放送としての国営放送網の設立を提言。当時の最大の懸念はアメリカ合衆国のラジオ放送網がカナダ進出を計画していたことであった。
- 1930年 公共放送設立を主張するロビー活動グループ、カナダ・ラジオ連盟（Canadian Radio League）が1930年連邦総選挙を前に活動開始。
- 1932年 カナダ連邦議会にて、公共放送網設立についてのカナダ放送法（1932年放送法）が可決され、カナダラジオ放送委員会（Canadian Radio Broadcasting Commission、CRBC）が設立された。CRBCは同じく国営企業であったカナディアン・ナショナル鉄道（CNR）のラジオ局を買収し公共放送網に組み入れた。
- 1936年 CRBCを改組し、国営企業として「カナダ放送協会（CBC）」設立[2]。イギリスの公共放送・公共企業である英国放送協会をモデルにした。
- 1937年 フランス語放送網を設立。
- 1942年 海外派遣のカナダ軍向けに、外国向け短波放送を開始。後にカナダの考えや文化を世界に発信するとして国際放送「Voice of Canada」として放送。
- 1946年 FM放送を開始。ただし1960年までは通常放送の同時放送であった。短波放送では、ヨーロッパでドイツ語、チェコ語、オランダ語、スウェーデン語、デンマーク語、ノルウェー語などの外国語放送、カリブ地域向け英語放送、中南米向けスペイン語、ブラジル向けポルトガル語放送を開始。
- 1952年 CBCモントリオール放送局（CBFT）でテレビ放送を開始。2日後にCBCトロント放送局（CBLT）でも開始。
- 1953年 民間所有のCBCネットワーク局がオンタリオ州サドベリーで開局。1961年にCTVネットワークが設立されるまでは民間放送局もすべてCBC系列局として組み込まれる決まりであった。
- 1958年 新放送法が可決され、放送規制機関をCBCから分離し、放送管理委員会（Board of Broadcast Governors、略称BBG、後のCRTC）を設立。これによりCBCは放送事業者としての活動に専念することとなった。またこの年、CBCの放送網は大西洋から太平洋まで全体に拡大された。
- 1963年 カナダ初のカラーテレビ番組「The Forest Rangers」が制作された（ただし放送されたのは1966年）。
- 1967年 北部地方のフロンティア放送取組局がイエローナイフに開局、翌年ホワイトホースにも開局した。
- 1970年 国際放送を「ラジオカナダ・インターナショナル（Radio Canada International、RCI）」と改称。
- 1974年 「ジェム（宝石）」型のロゴ導入。現在のロゴより複雑なもの。
- 1978年 世界初のテレビ国内衛星生中継を行なった。
- 1991年 新放送法（1991年放送法）制定。カナダ文化遺産省の傘下での役割・責任及び経営体制を明確にした。
- 1996年 インターネットでウェブサイトを開始（CBC.ca）[3]。
- 2023年 CBCのTwitter公式アカウントに「政府出資メディア」のラベルが付与された。これを受け、CBCはTwitterの利用を一時停止することを同年4月に発表した[1]。

## チャンネル構成

2017年まで使用されていたロゴ

国内向けの放送は、地上波テレビは英仏語それぞれ1つ、またケーブルテレビ（CATV）では合計3つ、ラジオは英仏語それぞれ2つのチャンネルで行われている。

その他に国内外に向けたインターネット放送でも放送している。

### テレビ
- CBC Television

報道・情報番組や教育・教養番組、娯楽番組などで編成されている英語総合チャンネル。
- Télévision de Radio-Canada

報道・情報番組や教育・教養番組、娯楽番組などで編成されているフランス語総合チャンネル。
- CBC NewsNetwork　（かつてのCBC Newsworld）

報道専門の英語チャンネル。国内外の事象を多角的に報道した番組で編成されている。
また、ヌナブト準州、ノースウエスト準州、ユーコン準州地域ではローカル放送局が先住民族の言語（イヌクティトゥット語、グウィッチン語、デネ語）での放送を実施している。

### ラジオ
- CBC Radio One（CBCラジオ1）

報道・情報番組を主体に編成されている英語放送。
- CBC Radio Two（CBCラジオ2）

音楽番組など娯楽系番組を中心として編成されている英語放送。
土曜と日曜の深夜12時から4時までは“CBC Radio 3”という別称がつけられ、この時間帯は若者向けの音楽番組などで編成されている。
CBC NewsworldとCBC Radio Oneで夕･夜に放送された主要ニュース番組とその他定時に放送されるニュースは、放送された後にCMを含めた放送全編をCBCのホームページからストリーミング配信にて視聴することができる（CBC Newsworldの定時ニュースは開始から途中までを配信）。
- Première Chaîne（プルミエール・シェンヌ）

報道・情報番組を主体に編成されているフランス語放送。AM波またはFM波で放送されている。
- Espace musique（エスパス・ミュジック）

音楽番組など中心に編成されているフランス語放送。1974年に放送開始。主にFM波で放送されている。

### インターネット放送
- CBC on Demand

ドキュメント･娯楽などのジャンルの映像作品を配信。
- ラジオ・カナダ・インターナショナル (RCI)

報道中心のラジオ番組を、英・仏・スペイン・ロシア・ウクライナ・中国・アラビア・ポルトガルの全8言語で配信。1991年3月までは、日本語での放送も実施していた。

## 日本向け国際放送について
カナダ放送協会はかつて特徴的な日本向け国際放送（日本語放送）を行っていた。その番組「Canada This Week」は、当初バンクーバーで制作され、番組として日本のラジオたんぱ（現在のラジオNIKKEI）に送られ、ラジオたんぱが土曜日の夕方5時半からの30分間、第1放送で番組として放送していた。その後制作場所がモントリオールに変更され、やがて番組自体も打ち切られた。またカナダ放送協会自身による送信に切り換えられた。
1991年に赤字削減の為国際放送の予算が削減され、日本語放送も他の5か国と共に終了となった。

## その他
- 長らくオリンピックのカナダにおける放映権を持っていた（カーリングの国際映像の担当等も行っている）が、自国で開催された2010年のバンクーバーオリンピック。ならびに2012年のロンドンオリンピックの権利は民放最大のネットワークであるCTVに奪われてしまった。2014年のソチオリンピックから、再び五輪の放映権を取得。2024年のパリオリンピックまでの放映権を確保している
- 一方で、1950年代から続いてきたNHL中継番組「ホッケー・ナイト・イン・カナダ」は、2014-15シーズン以降の放映権をロジャーズ・コミュニケーションズを中心としたコンソーシアムに奪われてしまい、CBCでの放送は終了することになった。
- 同じCBCの略称を持つ、日本の名古屋市にある中部日本放送（CBCテレビ・CBCラジオ）とは無関係である。